# لورا يونغ (لاعبة جمباز إيقاعي)
لورا يونغ (بالألمانية: Laura Jung)‏ هي لاعبة جمباز إيقاعي ألمانية، ولدت في 25 يونيو 1995 في زانكت فندل في ألمانيا.

## وصلات خارجية
- لورا جونغ على موقع الاتحاد الدولي للجمباز (licence) (الإنجليزية)
- لورا جونغ على موقع الاتحاد الدولي للجمباز (biography) (الإنجليزية)
- لورا جونغ على موقع اللجنة الأولمبية الألمانية (الألمانية)